# 藏西柳
藏西柳（学名：Salix insignis）为杨柳科柳属的植物。分布于中国大陆的西藏等地，生长于海拔3,600米至4,600米的地区，常生于渠边、河滩、河边灌丛中和山谷，目前尚未由人工引种栽培。